# 來恒
來恆（7世纪—678年11月18日），中国唐朝唐高宗时代宰相（同中書門下三品）。
來恆是来济的异母兄，出生在江都（今江苏扬州）。父亲來護兒，隋朝大将、荣国公。618年，隋炀帝在江都被宇文化及杀害，来护儿等忠于隋朝的官员一起被杀。来家只有幼小的来济和来恒没有被杀。
来济和来恒在唐朝以文学著称。643年，来济劝谏唐太宗不要处死废太子李承乾，655年，身为宰相的来济反对唐高宗立武则天为皇后。因此，来济被流放庭州，662年，阵亡。
来护儿本是骁将，而来恒、来济都以才学相称，相次为宰相知政事。当时虞世南的儿子虞昶没有学术，历任将作少匠、工部侍郎，主管工匠。许敬宗说：“来护儿的儿子作宰相，虞世南的儿子作工匠，文武之分怎么会是天生的？”676年三月初五，身为門下省副官黃門侍郎的来恒，被任命为同中書門下三品，十二月二十五日，唐高宗任命来恒为河南道大使，薛元超为河北道大使，直到678年，来恒去世，当时他仍是宰相。
有子来景业，官虞部郎中。第五子来景晖（648年—717年8月20日），银青光禄大夫、饶州刺史，娶萧大通（659年—719年6月12日），夫妇生子来翁宠、来瑶等，有一女来三桑嫁沈氏。

## 延伸阅读
[在维基数据编辑]
 《新唐書·卷105》，出自《新唐書》